# Liu Cixin
Liú Cíxīn (Yangquan, 1963) es un escritor chino de ciencia ficción, ganador en nueve ocasiones del premio Yínhé (‘galaxia’), un premio Hugo a la mejor novela y el premio Xingyun (‘nébula’) de ciencia ficción en chino al mejor escritor.
Está considerado como uno de los más prolíficos y reconocidos escritores del género en China.
Antes de ganar fama como escritor, trabajaba como ingeniero informático en una central eléctrica en Yangquan (provincia de Shanxi).
Liu creó un nuevo tema clásico en la ciencia ficción china, y sus escritos están enfocados principalmente en el rol de China en un mundo futuro, siendo considerado uno de los mejores escritores de ciencia ficción china de todos los tiempos.
Su nombre y apellido se pronuncian [ljǒʊ tsʰɨ̌ɕín] (aproximadamenteː liú chishín), y se escriben en chino tradicional, 劉慈欣; en chino simplificado, 刘慈欣.

## Vida y carrera
Liu Cixin nació el 23 de junio de 1963 en Yangquan, Shanxi. Los padres de Liu trabajaron en una mina en Shanxi. Debido a la violencia de la Revolución Cultural, le enviaron a vivir a casa de sus abuelos, en Henan.
Liu se graduó en la North China University of Water Conservancy and Electric Power en 1988. Trabajó como ingeniero en una planta de energía en la provincia de Shanxi.

## Obras
- La era de la supernova (《超新星纪元》, 1999). ISBN: 9788417347949. Ediciones Nova, 2020.[6]
- Sostener el Cielo (《乡村教师》, 2001). ISBN: 9788418037252. Ediciones Nova, 2021.
- La esfera luminosa (《球状闪电》, 2004). ISBN: 9788417347338. Ediciones Nova, 2019.[7][8]
- La Tierra errante. ISBN: 9788417347567. Ediciones Nova, 2019.[9]

### Trilogía de los tres cuerpos
En su trilogía de los tres cuerpos, Liu presenta al pueblo chino y los contactos y guerras seculares contra una civilización alienígena. Imagina civilizaciones extendidas por toda la galaxia con un esquema de ley de la jungla, aunque la distancia entre civilizaciones previene contra encuentros indeseados, generando la creencia de que todo extraño es un riesgo. Todas las civilizaciones ocultan su ubicación, y atacan a cualquiera que expone su posición.
La trilogía de los tres cuerpos está compuesta por:
- El problema de los tres cuerpos (三体, 2006)
- El bosque oscuro (黑暗森林, 2008)
- El fin de la muerte (死神永生, 2010)
- La redención del tiempo (三体X·观想之宙, 2010)

En el primer libro, una científica china que pertenece a un programa de búsqueda de vida extraterrestre, envía un mensaje usando el sol como amplificador, con la esperanza de obtener respuesta. Y consigue contactar con una civilización cercana que habita un planeta en un sistema de tres soles. Treinta años después, otro científico descubre una civilización en el planeta, que sufre efectos negativos a causa de los tres soles. La civilización ha despachado una flota de naves para conquistar la Tierra, cuya llegada se prevé en cuatro siglos.
Existe una traducción al inglés de la trilogía. Por otra parte la primera novela de la trilogía fue traducida al español en 2016 y puesta a la venta en septiembre de 2016. En 2017 fue traducida al español y puesta a la venta la segunda novela de la trilogía. La última novela fue traducida y puesta a la venta en 2018.

## Premios
- Premio Galaxy (China) a escritor de ciencia ficción.
- Premio Nébula de la World Chinese Science Fiction Association (Xingyun Jiang 星云奖) a mejor escritor.[14]
- Premio Hugo a la mejor novela en 2015 por su novela El problema de los tres cuerpos.[15] Premio Locus a la mejor novela de ciencia ficción en 2017 por su novela El fin de la muerte. Asimismo con la citada novela fue nominado al Premio Hugo en 2017.